# Kreisgericht Soldin
Das Kreisgericht Soldin war von 1849 bis 1879 ein preußisches Kreisgericht mit Sitz in Soldin.

## Geschichte
Nach der Märzrevolution wurden mit der „Verordnung über die Aufhebung der Privatgerichtsbarkeit und des eximierten Gerichtsstandes sowie über die anderweitige Organisation der Gerichte“ vom 2. Januar 1849 diese Gerichte aufgehoben und einheitlich Kreisgerichte gebildet.
In Soldin entstand so das Kreisgericht Soldin. Es war für die Orte im Landkreis Soldin zuständig. Hinzu kam noch Berneuchen aus dem Landkreis Landsberg (Warthe). Zuständiges Appellationsgericht war das Appellationsgericht Frankfurt a. d. Oder. Gerichtskommissionen bzw. Gerichtstage waren in Berlinchen, Bernstein und Lippehne eingerichtet.

## Gerichtskommission Berlinchen
Die Gerichtskommission Berlinchen war für folgende Orte zuständig: Berlinchen, Mückeburg, Hohengrape, Niepölzig, Klein-Laßkow, Ruwen, Tobelhof, Siede, Bernstein, Bärfelde, Ehrenberg, Mandelkow, Gerzlow, Krining, Hasselbusch, Clausdorf, Herzfelde und Rehfeld.
Die Gerichtskommission Berlinchen war mit zwei Richtern besetzt. In Bernstein wurden Gerichtstage abgehalten.
Im Rahmen der Reichsjustizgesetze wurden reichsweit einheitlich Amts-, Landes- und Oberlandesgerichte geschaffen. In Soldin entstand so das Amtsgericht Soldin. Auch die Gerichtskommissionen wurden in die Amtsgerichte Berlinchen und Lippehne umgewandelt.